# オティス・ケーリ

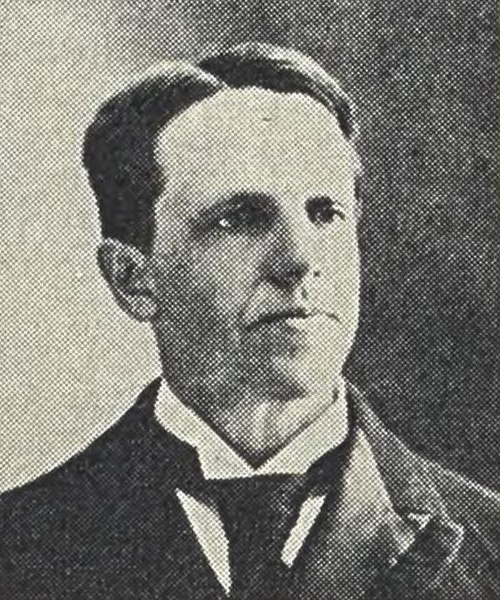
オティス・ケーリ

オティス・ケーリ（Otis Cary、1851年4月20日 - 1932年7月25日）は、アメリカ合衆国の宣教師である。オーテス・ケーリとも表記する。息子フランク、同名の孫と三代に亘るアメリカン・ボード宣教師。

## 略歴
1851年マサチューセッツ州に生まれる。アマースト大学に入学し、在学中に新島襄と知り合う。同校を1872年に卒業し、1876年アンドーヴァー神学校を卒業する。1878年エレンと結婚し、来日する。
岡山教会で、金森通倫と共に1879年より10年間牧会をする。その時、片山潜、留岡幸助らと出会う。後に、山陽女学院を創設する。
1892年より同志社の教授になり、1918年まで教会史、説教学、社会学などと教える。神戸女学院の初代理事長を務める。
帰国後、ロサンゼルスやユタ州オグデンで伝道をする。1904年アマースト大学より名誉神学博士号を受ける。1909年に、日本におけるキリスト教史について書いた『History of Christianity in Japan: Roman Catholic, Greek Orthodox, and Protestant Missions』（New York: Fleming H. Revell, 1919. 後に合本の復刻版が1976年にCharles E. Tuttle社刊行）を出版。
三男フランクも宣教師で同志社理事、その孫は、同志社大学教授のオーテス・ケーリ。